# Lasioglossum nipponense
Lasioglossum nipponense är en biart som först beskrevs av Hirashima 1953.  Lasioglossum nipponense ingår i släktet smalbin, och familjen vägbin. Inga underarter finns listade i Catalogue of Life.